# Мрахори
Мрахòри е село в Северна България. То се намира в община Габрово, област Габрово.

## География
Село Мрахори се намира на около 6 km северозападно от центъра на град Габрово. В близко съседство са му селата Поповци от юг, Пецовци от запад и Гледаци от изток. Разположено е в южните подножия на платото Стражата. Надморската височина в северния край на селото е около 420 m, а в южния – около 380 m. Мрахори има пътна връзка на юг през село Поповци с второкласния републикански път II-44 (Севлиево – Габрово).

## История
През 1966 г. дотогавашното населено място колиби Мрахорите е преименувано на Мрахори, а през 1995 г. колиби Мрахори придобива статута на село.

## Население
Населението на село Мрахори наброява 119 души при преброяването към 1934 г. и намалява до 20 към 1985 г., след малко увеличение на числеността през следващите години наброява 37 души (по текущата демографска статистика за населението) към 2019 г.
Преброяване на населението през 2011 г.
Численост и дял на етническите групи според преброяването на населението през 2011 г.:
|                     | Численост | Дял (в %) |
| Общо                | 36        | 100,00    |
| Българи             | 33        | 91,66     |
| Турци               | 0         | 0,00      |
| Цигани              | 0         | 0,00      |
| Други               | 0         | 0,00      |
| Не се самоопределят | 0         | 0,00      |
| Неотговорили        | 2         | 5,55      |